# Campionato europeo maschile di pallacanestro Under-16 2022
Il 34º Campionato europeo di pallacanestro maschile Under-16  si è svolto in Macedonia del Nord, presso Skopje, dal 12 al 20 agosto 2022.

## Squadre partecipanti
- Croazia
- Danimarca  (3° Division B 2019)
- Francia
- Grecia
- Israele
- Italia
- Lettonia
- Lituania

- Montenegro  (4° Division B 2019)
- Paesi Bassi  (2° Division B 2019)
- Macedonia del Nord
- Polonia  (1° Division B 2019)
- Serbia
- Slovenia
- Spagna
- Turchia

## Primo turno
Le squadre sono divise in 4 gruppi da 4 squadre, con gironi all'italiana. Si qualificano tutte per la fase finale ad eliminazione diretta.

### Gruppo A
| Pos | Squadra     | G | V | P | PF  | PS  | DP  | Pt | Qualificazione       |
| --- | ----------- | - | - | - | --- | --- | --- | -- | -------------------- |
| 1   | Lituania    | 3 | 3 | 0 | 251 | 183 | +68 | 6  | Sedicesimi di finale |
| 2   | Francia     | 3 | 2 | 1 | 233 | 199 | +34 | 5  | Sedicesimi di finale |
| 3   | Israele     | 3 | 1 | 2 | 230 | 245 | −15 | 4  | Sedicesimi di finale |
| 4   | Paesi Bassi | 3 | 0 | 3 | 174 | 261 | −87 | 3  | Sedicesimi di finale |

| Giorno    | Squadra 1   | Risultato | Squadra 2   |
| --------- | ----------- | --------- | ----------- |
| 12 agosto | Israele     | 81 – 55   | Paesi Bassi |
| 12 agosto | Lituania    | 73 – 41   | Francia     |
| 13 agosto | Francia     | 92 – 80   | Israele     |
| 13 agosto | Paesi Bassi | 73 – 80   | Lituania    |
| 14 agosto | Francia     | 100 – 46  | Paesi Bassi |
| 14 agosto | Israele     | 69 – 98   | Lituania    |

### Gruppo B
| Pos | Squadra   | G | V | P | PF  | PS  | DP  | Pt | Qualificazione       |
| --- | --------- | - | - | - | --- | --- | --- | -- | -------------------- |
| 1   | Slovenia  | 3 | 2 | 1 | 224 | 192 | +32 | 5  | Sedicesimi di finale |
| 2   | Serbia    | 3 | 2 | 1 | 240 | 223 | +17 | 5  | Sedicesimi di finale |
| 3   | Croazia   | 3 | 2 | 1 | 236 | 219 | +17 | 5  | Sedicesimi di finale |
| 4   | Danimarca | 3 | 0 | 3 | 157 | 223 | −66 | 3  | Sedicesimi di finale |

| Giorno    | Squadra 1 | Risultato | Squadra 2 |
| --------- | --------- | --------- | --------- |
| 12 agosto | Slovenia  | 60 – 42   | Danimarca |
| 12 agosto | Serbia    | 77 – 86   | Croazia   |
| 13 agosto | Croazia   | 64 – 83   | Slovenia  |
| 13 agosto | Danimarca | 56 – 77   | Serbia    |
| 14 agosto | Slovenia  | 81 – 86   | Serbia    |
| 14 agosto | Croazia   | 86 – 59   | Danimarca |

### Gruppo C
| Pos | Squadra  | G | V | P | PF  | PS  | DP  | Pt | Qualificazione       |
| --- | -------- | - | - | - | --- | --- | --- | -- | -------------------- |
| 1   | Italia   | 3 | 3 | 0 | 220 | 187 | +33 | 6  | Sedicesimi di finale |
| 2   | Turchia  | 3 | 2 | 1 | 182 | 188 | −6  | 5  | Sedicesimi di finale |
| 3   | Polonia  | 3 | 1 | 2 | 215 | 197 | +18 | 4  | Sedicesimi di finale |
| 4   | Lettonia | 3 | 0 | 3 | 173 | 218 | −45 | 3  | Sedicesimi di finale |

| Giorno    | Squadra 1 | Risultato | Squadra 2 |
| --------- | --------- | --------- | --------- |
| 12 agosto | Lettonia  | 54 – 87   | Polonia   |
| 12 agosto | Italia    | 77 – 51   | Turchia   |
| 13 agosto | Turchia   | 60 – 51   | Lettonia  |
| 13 agosto | Polonia   | 69 – 72   | Italia    |
| 14 agosto | Turchia   | 71 – 59   | Turchia   |
| 14 agosto | Lettonia  | 68 – 71   | Italia    |

### Gruppo D
| Pos | Squadra            | G | V | P | PF  | PS  | DP  | Pt | Qualificazione       |
| --- | ------------------ | - | - | - | --- | --- | --- | -- | -------------------- |
| 1   | Grecia             | 3 | 3 | 0 | 232 | 140 | +92 | 6  | Sedicesimi di finale |
| 2   | Spagna             | 3 | 2 | 1 | 207 | 200 | +7  | 5  | Sedicesimi di finale |
| 3   | Macedonia del Nord | 3 | 1 | 2 | 176 | 226 | −50 | 4  | Sedicesimi di finale |
| 4   | Montenegro         | 3 | 0 | 3 | 173 | 222 | −49 | 3  | Sedicesimi di finale |

| Giorno    | Squadra 1          | Risultato | Squadra 2          |
| --------- | ------------------ | --------- | ------------------ |
| 12 agosto | Montenegro         | 62 – 69   | Macedonia del Nord |
| 12 agosto | Grecia             | 75 – 47   | Spagna             |
| 13 agosto | Spagna             | 74 – 66   | Montenegro         |
| 13 agosto | Macedonia del Nord | 48 – 78   | Grecia             |
| 14 agosto | Montenegro         | 45 – 79   | Grecia             |
| 14 agosto | Spagna             | 86 – 59   | Macedonia del Nord |

## Fase a eliminazione diretta

### Tabellone principale
|  | Ottavi di finale | Ottavi di finale |           |    | Quarti di finale          | Quarti di finale          |           |           | Semifinali | Semifinali |  |  | Finale | Finale |
|  |                  |                  |           |    |                           |                           |           |           |            |            |  |  |        |        |
|  | 16 agosto        |                  |           |    |                           |                           |           |           |            |            |  |  |        |        |
|  |                  |                  |           |    |                           |                           |           |           |            |            |  |  |        |        |
|  | Lituania         | 97               |           |    |                           |                           |           |           |            |            |  |  |        |        |
|  | Lituania         | 97               | 17 agosto |    |                           |                           |           |           |            |            |  |  |        |        |
|  | Danimarca        | 48               |           |    |                           |                           |           |           |            |            |  |  |        |        |
|  | Danimarca        | 48               | Lituania  | 79 |                           |                           |           |           |            |            |  |  |        |        |
|  | 16 agosto        |                  | Lituania  | 79 |                           |                           |           |           |            |            |  |  |        |        |
|  |                  | Turchia          | 68        |    |                           |                           |           |           |            |            |  |  |        |        |
|  | Turchia          | Turchia          | 68        | 82 |                           |                           |           |           |            |            |  |  |        |        |
|  | Turchia          |                  | 19 agosto | 82 |                           |                           |           |           |            |            |  |  |        |        |
|  | Grecia           | 74               |           |    |                           |                           |           |           |            |            |  |  |        |        |
|  | Grecia           | 74               | Lituania  | 77 |                           |                           |           |           |            |            |  |  |        |        |
|  | 16 agosto        |                  | Lituania  | 77 |                           |                           |           |           |            |            |  |  |        |        |
|  |                  | Grecia           | 61        |    |                           |                           |           |           |            |            |  |  |        |        |
|  | Serbia           | Grecia           | 61        | 86 |                           |                           |           |           |            |            |  |  |        |        |
|  | Serbia           | 17 agosto        |           | 86 |                           |                           |           |           |            |            |  |  |        |        |
|  | Israele          | 94               |           |    |                           |                           |           |           |            |            |  |  |        |        |
|  | Israele          | 94               | Israele   | 67 |                           |                           |           |           |            |            |  |  |        |        |
|  | 16 agosto        |                  | Israele   | 67 |                           |                           |           |           |            |            |  |  |        |        |
|  |                  | Grecia           | 75        |    |                           |                           |           |           |            |            |  |  |        |        |
|  | Grecia           | Grecia           | 75        | 84 |                           |                           |           |           |            |            |  |  |        |        |
|  | Grecia           |                  | 20 agosto | 84 |                           |                           |           |           |            |            |  |  |        |        |
|  | Lettonia         | 62               |           |    |                           |                           |           |           |            |            |  |  |        |        |
|  | Lettonia         | 62               | Lituania  | 77 |                           |                           |           |           |            |            |  |  |        |        |
|  | 16 agosto        |                  | Lituania  | 77 |                           |                           |           |           |            |            |  |  |        |        |
|  |                  | Spagna           | 68        |    |                           |                           |           |           |            |            |  |  |        |        |
|  | Francia          | Spagna           | 68        | 97 |                           |                           |           |           |            |            |  |  |        |        |
|  | Francia          | 17 agosto        |           | 97 |                           |                           |           |           |            |            |  |  |        |        |
|  | Croazia          | 59               |           |    |                           |                           |           |           |            |            |  |  |        |        |
|  | Croazia          | 59               | Francia   | 84 |                           |                           |           |           |            |            |  |  |        |        |
|  | 16 agosto        |                  | Francia   | 84 |                           |                           |           |           |            |            |  |  |        |        |
|  |                  | Italia           | 77        |    |                           |                           |           |           |            |            |  |  |        |        |
|  | Italia           | Italia           | 77        | 78 |                           |                           |           |           |            |            |  |  |        |        |
|  | Italia           |                  | 19 agosto | 78 |                           |                           |           |           |            |            |  |  |        |        |
|  | Montenegro       | 72               |           |    |                           |                           |           |           |            |            |  |  |        |        |
|  | Montenegro       | 72               | Francia   | 64 |                           |                           |           |           |            |            |  |  |        |        |
|  | 16 agosto        |                  | Francia   | 64 |                           |                           |           |           |            |            |  |  |        |        |
|  |                  | Spagna           | 78        |    | Finale per il terzo posto | Finale per il terzo posto |           |           |            |            |  |  |        |        |
|  | Slovenia         | Spagna           | 78        | 78 | Finale per il terzo posto | Finale per il terzo posto |           |           |            |            |  |  |        |        |
|  | Slovenia         | 17 agosto        | 17 agosto | 78 |                           |                           | 20 agosto | 20 agosto |            |            |  |  |        |        |
|  | Paesi Bassi      | 17 agosto        | 17 agosto | 66 |                           |                           | 20 agosto | 20 agosto |            |            |  |  |        |        |
|  | Paesi Bassi      | Slovenia         | 68        | 66 | Grecia                    | 46                        |           |           |            |            |  |  |        |        |
|  | 16 agosto        | Slovenia         | 68        |    | Grecia                    | 46                        |           |           |            |            |  |  |        |        |
|  |                  | Spagna           | 87        |    | Francia                   | 65                        |           |           |            |            |  |  |        |        |
|  | Spagna           | Spagna           | 87        | 96 | Francia                   | 65                        |           |           |            |            |  |  |        |        |
|  | Spagna           |                  |           | 96 |                           |                           |           |           |            |            |  |  |        |        |
|  | Polonia          | 54               |           |    |                           |                           |           |           |            |            |  |  |        |        |
|  | Polonia          | 54               |           |    |                           |                           |           |           |            |            |  |  |        |        |

### Tabellone per il 5º-8º posto
|  | Semifinali 5º/8º posto | Semifinali 5º/8º posto | Semifinali 5º/8º posto |        |         | Finale 5º posto | Finale 5º posto | Finale 5º posto |  |
|  |                        |                        |                        |        |         |                 |                 |                 |  |
|  | Turchia                | Turchia                | 78                     |        |         |                 |                 |                 |  |
|  | Turchia                | Turchia                | 78                     |        |         |                 |                 |                 |  |
|  | Israele                | Israele                | 90                     |        |         |                 |                 |                 |  |
|  | Israele                | Israele                | 90                     |        | Israele | Israele         | 89              |                 |  |
|  |                        |                        |                        |        | Israele | Israele         | 89              |                 |  |
|  |                        |                        | Italia                 | Italia | 75      |                 |                 |                 |  |
|  | Italia                 | Italia                 | Italia                 | Italia | 75      | 72              |                 |                 |  |
|  | Italia                 | Italia                 |                        |        |         | 72              |                 |                 |  |
|  | Slovenia               | Slovenia               | 57                     |        |         | Finale 7º posto | Finale 7º posto | Finale 7º posto |  |
|  | Slovenia               | Slovenia               | 57                     |        |         |                 |                 |                 |  |
|  |                        |                        |                        |        |         |                 |                 |                 |  |
|  |                        |                        |                        |        |         | Turchia         | Turchia         | 46              |  |
|  |                        |                        |                        |        |         | Turchia         | Turchia         | 46              |  |
|  |                        |                        |                        |        |         | Slovenia        | Slovenia        | 67              |  |

### Tabellone dal 9º al 16º posto
|  | Quarti di finale 9º/16º posto | Quarti di finale 9º/16º posto |                    |         | Semifinali 9º/12º posto | Semifinali 9º/12º posto |  |  | Finale 9º posto | Finale 9º posto |
|  |                               |                               |                    |         |                         |                         |  |  |                 |                 |
|  |                               |                               |                    |         |                         |                         |  |  |                 |                 |
|  |                               |                               |                    |         |                         |                         |  |  |                 |                 |
|  | Danimarca                     | 64                            |                    |         |                         |                         |  |  |                 |                 |
|  | Danimarca                     | 64                            |                    |         |                         |                         |  |  |                 |                 |
|  | Macedonia del Nord            | 83                            |                    |         |                         |                         |  |  |                 |                 |
|  | Macedonia del Nord            | 83                            | Macedonia del Nord | 77      |                         |                         |  |  |                 |                 |
|  |                               |                               | Macedonia del Nord | 77      |                         |                         |  |  |                 |                 |
|  |                               | Lettonia                      | 83                 |         |                         |                         |  |  |                 |                 |
|  | Serbia                        | Lettonia                      | 83                 | 76      |                         |                         |  |  |                 |                 |
|  | Serbia                        |                               |                    | 76      |                         |                         |  |  |                 |                 |
|  | Lettonia                      | 78                            |                    |         |                         |                         |  |  |                 |                 |
|  | Lettonia                      | 78                            | Lettonia           | 54      |                         |                         |  |  |                 |                 |
|  |                               |                               | Lettonia           | 54      |                         |                         |  |  |                 |                 |
|  |                               | Montenegro                    | 64                 |         |                         |                         |  |  |                 |                 |
|  | Croazia                       | Montenegro                    | 64                 | 65      |                         |                         |  |  |                 |                 |
|  | Croazia                       |                               |                    | 65      |                         |                         |  |  |                 |                 |
|  | Montenegro                    | 72                            |                    |         |                         |                         |  |  |                 |                 |
|  | Montenegro                    | 72                            | Montenegro         | 87      | Finale 11º posto        | Finale 11º posto        |  |  |                 |                 |
|  |                               |                               | Montenegro         | 87      | Finale 11º posto        | Finale 11º posto        |  |  |                 |                 |
|  |                               | Polonia                       | 69                 |         |                         |                         |  |  |                 |                 |
|  | Paesi Bassi                   | Polonia                       | 69                 | 65      | Macedonia del Nord      | 68                      |  |  |                 |                 |
|  | Paesi Bassi                   |                               |                    | 65      | Macedonia del Nord      | 68                      |  |  |                 |                 |
|  | Polonia                       | 80                            |                    | Polonia | 71                      |                         |  |  |                 |                 |
|  | Polonia                       | 80                            |                    |         | 71                      |                         |  |  |                 |                 |
|  |                               |                               |                    |         |                         |                         |  |  |                 |                 |
|  |                               |                               |                    |         |                         |                         |  |  |                 |                 |

### Tabellone per il 13º-16º posto
|  | Semifinali 13º/16º posto | Semifinali 13º/16º posto | Semifinali 13º/16º posto |         |        | Finale 13º posto | Finale 13º posto | Finale 13º posto |  |
|  |                          |                          |                          |         |        |                  |                  |                  |  |
|  | Danimarca                | Danimarca                | 63                       |         |        |                  |                  |                  |  |
|  | Danimarca                | Danimarca                | 63                       |         |        |                  |                  |                  |  |
|  | Serbia                   | Serbia                   | 87                       |         |        |                  |                  |                  |  |
|  | Serbia                   | Serbia                   | 87                       |         | Serbia | Serbia           | 70               |                  |  |
|  |                          |                          |                          |         | Serbia | Serbia           | 70               |                  |  |
|  |                          |                          | Croazia                  | Croazia | 63     |                  |                  |                  |  |
|  | Croazia                  | Croazia                  | Croazia                  | Croazia | 63     | 79               |                  |                  |  |
|  | Croazia                  | Croazia                  |                          |         |        | 79               |                  |                  |  |
|  | Paesi Bassi              | Paesi Bassi              | 67                       |         |        | Finale 15º posto | Finale 15º posto | Finale 15º posto |  |
|  | Paesi Bassi              | Paesi Bassi              | 67                       |         |        |                  |                  |                  |  |
|  |                          |                          |                          |         |        |                  |                  |                  |  |
|  |                          |                          |                          |         |        | Danimarca        | Danimarca        | 55               |  |
|  |                          |                          |                          |         |        | Danimarca        | Danimarca        | 55               |  |
|  |                          |                          |                          |         |        | Paesi Bassi      | Paesi Bassi      | 70               |  |

#### Finale
| Skopje 20 agosto 2022, ore 21:00 Finale 1º-2º | Lituania   | 77 – 68 (24-19, 46-32, 59-49) referto | Spagna | Boris Trajkovski Sports Center |
| Laurencikas 26 Punti 31 Saint-Supery Jakucionis 5 Assist 3 Saint-Supery Jakucionis 11 Rimbalzi 9 Carot Tomas Purlys Allenatori Angel Gonzalez Jareño |            |                                       |        |                                |
| |            |                                       |        |                                |
| Laurencikas 26 | Punti      | 31 Saint-Supery                       |        |                                |
| Jakucionis 5 | Assist     | 3 Saint-Supery                        |        |                                |
| Jakucionis 11 | Rimbalzi   | 9 Carot                               |        |                                |
| Tomas Purlys | Allenatori | Angel Gonzalez Jareño                 |        |                                |

## Classifica finale
| Campione d'Europa        | Campione d'Europa  | Campione d'Europa |
| ------------------------ | ------------------ | ----------------- |
| Lituania                 |                    |                   |
| Argento                  | Spagna             |                   |
| Bronzo                   | Francia            |                   |
| 4.                       | Grecia             |                   |
| 5.                       | Israele            |                   |
| 6.                       | Italia             |                   |
| 7.                       | Slovenia           |                   |
| 8.                       | Turchia            |                   |
| 9.                       | Montenegro         |                   |
| 10.                      | Lettonia           |                   |
| 11.                      | Polonia            |                   |
| 12.                      | Macedonia del Nord |                   |
| 13.                      | Serbia             |                   |
| Retrocesse in Division B |                    |                   |
| 14.                      | Croazia            |                   |
| 15.                      | Paesi Bassi        |                   |
| 16.                      | Danimarca          |                   |